# Dewajtis (serial telewizyjny)
Dewajtis – polski telewizyjny serial kostiumowy z 2023 roku. Adaptacja powieści Marii Rodziewiczówny o tym samym tytule. Liczy 7 odcinków.

## Główne role
- Karol Dziuba – Marek Czertwan
- Małgorzata Pieczyńska – Olga Czertwan, macocha Marka
- Maria Pakulnis – Aneta Czertwan, ciotka Marka
- Michalina Olszańska – Irena Orwid, córka Kazimierza
- Tomasz Sapryk – Rymko Ragis
- Mirosław Baka – Paweł Czertwan, ojciec Marka
- Stefan Pawłowski – Paweł Czertwan w młodości
- Anna Bielawska – Hanna Czertwan, przyrodnia siostra Marka
- Jan Hrynkiewicz – Witold Czertwan, przyrodni brat Marka
- Ada Szczepaniak – Marta Wojnat, wychowanica Piotra Wojnata
- Dawid Dziarkowski – Łukasz Gral
- Marek Bukowski – Gerasimow
- Aleksander Machalica – ksiądz Nerpalis
- Wojciech Skibiński – Piotr Wojnat
- Elżbieta Trzaskoś(inne języki) – Julka Nerpalis
- Jakub Gąsowski(inne języki) – Clarke Marwitz
- Wacław Warchoł – Kazimierz Orwid
- Dominika Kryszczyńska – Aneta Czertwan w młodości
- Aurora Lipartowska – Maria Czertwan, matka Marka
- Grażyna Barszczewska – Wanda Janiszewska
- Marta Mazurek – Jadwisia Janiszewska
- Jakub Guszkowski – Grenis
- Michał Piela – Rymwid
- Janusz Nowicki - Filemon

## Emisja w telewizji
| Seria | Odcinki | Pierwsza emisja telewizyjna (TVP1) | Pierwsza emisja telewizyjna (TVP1) | Pierwsza emisja telewizyjna (TVP1) | Pierwsza emisja telewizyjna (TVP1) | Pierwsza emisja telewizyjna (TVP1) | Źródło      |
| Seria | Odcinki | Sezon                              | Początek emisji                    | Koniec emisji                      | Pora emisji                        | Średnia oglądalność                | Źródło      |
| ----- | ------- | ---------------------------------- | ---------------------------------- | ---------------------------------- | ---------------------------------- | ---------------------------------- | ----------- |
| 1.    | 1–7 (7) | jesień 2023                        | 17 września 2023                   | 29 października 2023               | niedziela 20.20                    | 2,47 mln (VOSDAL)                  | [ 2 ] [ 3 ] |